# Ibimus, ibitis, ibunt
La locuzione latina Ibimus, ibitis, ibunt, tradotta letteralmente, significa Andremo, andrete, andranno.
Deriva da un'esclamazione di Seneca, trasformata in proverbio medievale: Omnia transibunt, nos ibimus, ibitis, ibunt, cari et non cari, condicione pari, che significa: Tutte le cose passeranno; anche noi andremo, voi andrete, tutti andranno, cari e non cari, a ugual sorte.

## Posterità e collocazione

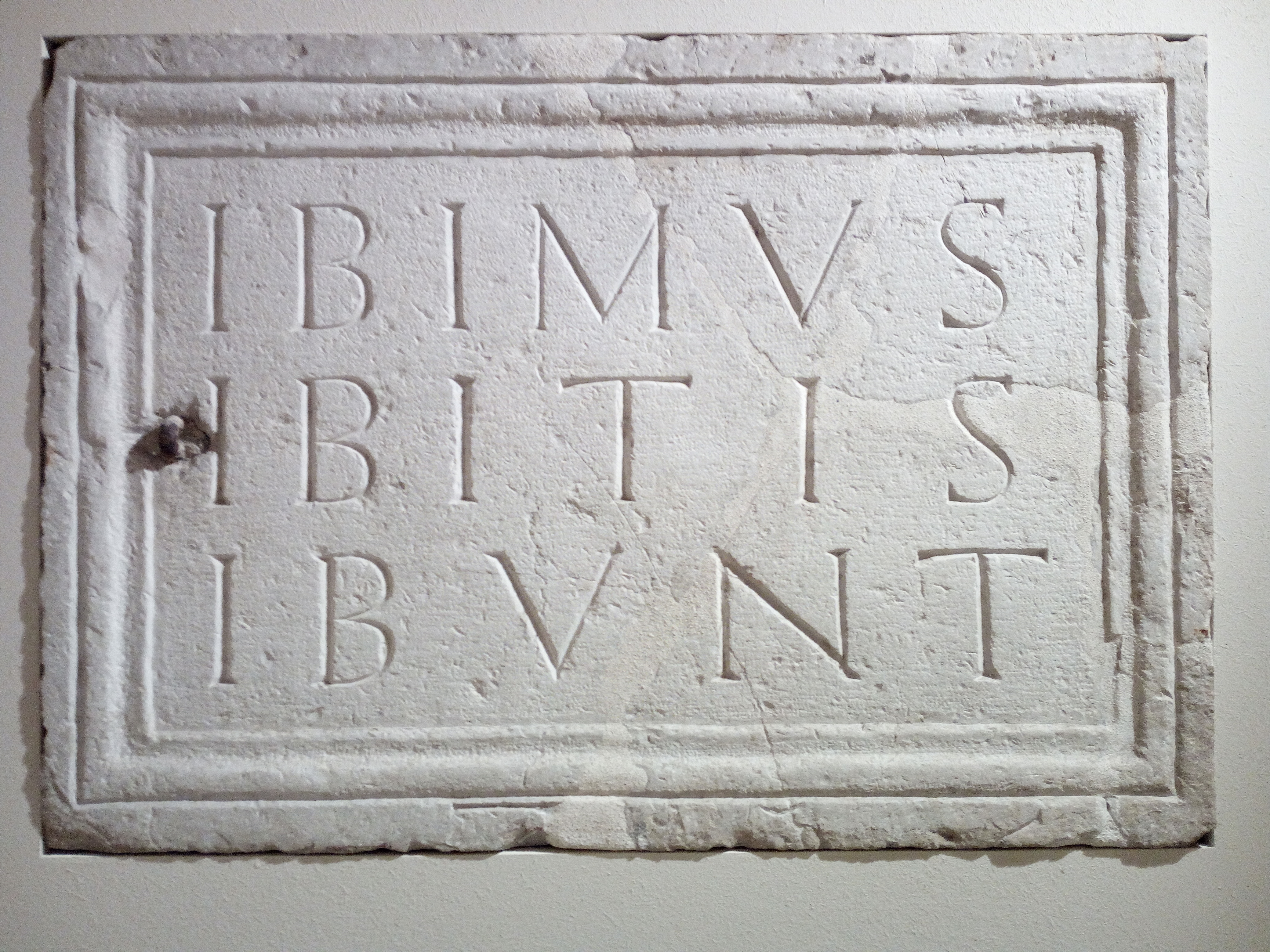
IBIMUS, IBITIS, IBUNT (epigrafe in marmo collocata sul rivellino di Castel Goffredo, XV secolo).

Una lapide in marmo con questa locuzione era collocata nel XVI secolo sul rivellino di Castel Goffredo, antico baluardo delle mura del paese. Voluta dal marchese Aloisio Gonzaga, costituiva una sorta di avviso per quelli che volessero entrare in città per saccheggiarla o conquistarla, come i nemici, i ladri, i violenti, che siamo tutti di passaggio.